# سرطان العظم
سرطان العظام  هو سرطان يبدأ في العظم نفسه (سرطان عظم أولي) وهو سرطان نادر الحدوث. فاقل من 2500 أميركي يتم تشخيص إصابته بهذا النوع من السرطان كل عام. هذه السرطانات تصيب الأطفال أكثر من الكبار.
أكثر أنواع سرطان العظام الأولية شيوعاً هي:
- ساركومة عظمية Osteosarcoma، وهي إصابة تحدث أساسا ضمن أنسجة العظام النامية.
- ساركومة غضروفية Chondrosarcoma، وهي إصابة تحدث ضمن الغضروف
- ساركومة يوينغ Ewing's sarcoma، وهي إصابة تنشأ في الأنسجة غير الناضجة في نخاع العظام

الساركومة العظمية وساركومة يوينغ يصيبان معظم الأحيان الأطفال والمراهقين والشباب، الذين تتراوح أعمارهم بين 10 و 20. بينما نوع الساركومة الغضروفية أكثر شيوعاً عند البالغين الأكبر من 50 عام.
علاج سرطان العظم يتوقف على نوع من سرطان العظم، موقع الإصابة وحجمها.

## العلامات والأعراض
الألم هو أكثر أعراض سرطان العظم شيوعاً. يمكن لسرطان العظم أن ينشأ في أي من عظام الجسم، إلا أنه وفي معظم الأحيان يبدأ في العظام الطويلة في الذراعين والساقين. أعراض وعلامات سرطان العظم يمكن أن تشمل:
- ضعف العظام، مما قد يؤدي في بعض الأحيان إلى الكسور
- تورم المفاصل الألم بها (عند حصول أورام في المفاصل أو بالقرب منها)
- الاعياء
- الحمى
- نقص وزن غير متعمد
- أنيميا

## الأسباب
يختلف سبب السرطان في العظم حسب نشأته وهو يقسم إلى نوعين، سرطان العظم الأولي وسرطان العظم الثانوي أو ما يطلق عليه سرطان عظم نقيلي. في حالة السرطان الثانوي أو النقيلي ينشأ السرطان في مكان مختلف ولكنه وفي مرحلة لاحقة ينتقل إلى العظام. على سبيل المثال، شخص ما مصاب بسرطان البروستاتا قد قد يصاب بسرطان العظم ولكن يبقى ذلك السرطان هو سرطان بروستاتا بالرغم إنتقاله إلى العظام.
سرطان العظم النقيلي هو أكثر شيوعاً من سرطان العظام الأولي. يجب ملاحظة أن مصطلح سرطان العظم الأولي لا يشير إلى السرطان الذي يصيب خلايا نخاع العظم الناضجة (خلايا طرية داخل العظم وظيفتها تصنيع خلايا الدم). سرطانات نخاع العظم تشمل أمراض مثل المايلوما المتعددة واللوكيميا.
بصفة عامة، لا يوجد سبب علمي واضح لنشئ معظم سرطانات العظم الأولية. البالغون المصابون بداء باجيت ضمن عظامهم (حالة تؤدي إلى إنتاج شاذ لخلايا العظام الجديدة)، يمكن أن يكونوا في خطر أكبر للإصابة بساركومة عظمية. كما وفي حالات قليلة، قد يكون للعنصر الوراثي أثر في الإصابة بسرطان العظم مثل:
- متلازمه لي-فراوميني (Li-Fraumeni syndrome). هذه الحالة تتميز بخطر متزايد للإصابة بالعديد من أنواع السرطان المختلفة، بما في ذلك ساركومة عظمية في العظم، سرطان الثدي، وسرطان المخ وغيرها.
- متلازمة روثموند تومسون (Rothmund-Thomson syndrome). هذا الحالة تؤدي إلى مشاكل في الهيكل العظمي وبعض مشاكل الطفح، وهو أيضاً يزيد من خطر سرطان العظام.
- الورم الأرومي الشبكي Hereditary retinoblastoma. الأطفال المصابون بهذا النوع النادر من سرطان العين هم في أكثر عرضة للإصابة بسرطان osteosarcoma في العظم
- الأعران المتعددة Multiple exostoses. الأطفال حاملوا مورثة هذه الحالة والتي تؤدي إلى تكوين كتل غضروفية على العظم قد يكونوا في خطر أعلى للإصابة بساركومة غضروفية في العظم.

## العلاجات
الأدوية
أحد الاهتمامات الرئيسية هي كثافة العظام وخسارة العظام، البايفوسفونيت غير الهرمونية Non-hormonal bisphosphonates تزيد من قوة العظام وهي متاحة كوصفة حبوب مرة أسبوعياً. Metastron المعروف بstrontium-89 chloride هو دواء عن طريق الوريد يعطى للتخفيف من الألم كل ثلاثة أشهر.

## معرض صور